# Rufinus (Anthologia Palatina)
Rufinus (Grieks: Ῥουφῖνος) was een dichter van Griekse epigrammen, vermoedelijk uit de eerste of tweede eeuw.
Men vermoedt dat hij van het eiland Samos afkomstig was, maar voor het overige is er niets over hem geweten. In de Anthologia Palatina (vooral in het 5e boek) zijn 37 erotische, maar zeker niet onverdienstelijke puntdichten van hem bewaard.
- Bibsys: 95004535
- Bibliothèque nationale de France: cb11985596z (data)
- Gemeinsame Normdatei: 102405093
- International Standard Name Identifier: 0000 0000 8165 0443
- Library of Congress Control Number: no97005749
- Nationale Bibliotheek van Israël: 987007307414405171
- Nederlandse Thesaurus van Auteursnamen: 292160259
- Réseau des bibliothèques de Suisse occidentale: 02-A012349870
- Système universitaire de documentation: 027916219
- Virtual International Authority File: 92504576
- WorldCat: E39PBJwD67ydV3fThyhfbhFFrq